# Мальтийский автобус
Мальтийский автобус (мальт. karozza tal-linja) — основной вид общественного транспорта Мальты. Управляющая компания с 2014 года — Malta Public Transport (до 2013 — британская транспортная компания «Arriva»).
До 3 июля 2011 года управляющей компанией была мальтийская «ATP», автобусный парк которой выполнял не только транспортную функцию, но и являлся туристической достопримечательностью страны, благодаря необычному виду автобусов. В частности, несколько типов автобусов, которые давно вышли из употребления в других странах, в основном, 50-60-х годов.

## История
Автобусы впервые были привезены на Мальту в 1905 году. Как минимум с 1920 года на острове существовало производство автобусов силами местных плотников и механиков, которые изготовляли кузова автобусов для местных транспортных компаний. В 1920-х годах существовала открытая конкуренция между транспортными операторами, которым принадлежали автобусные маршруты. Это часто приводило к тому, что состоянию автобусов не уделялось достаточное внимание. В 1931 году был образован Совет по контролю за движением (англ. Traffic Control Board), после чего операторы стали лучше следить за состоянием автобусов. В дальнейшем на Мальте возникла традиция поддержания автобусов в великолепном состоянии, украшенными и с дополнительными деталями в салоне.

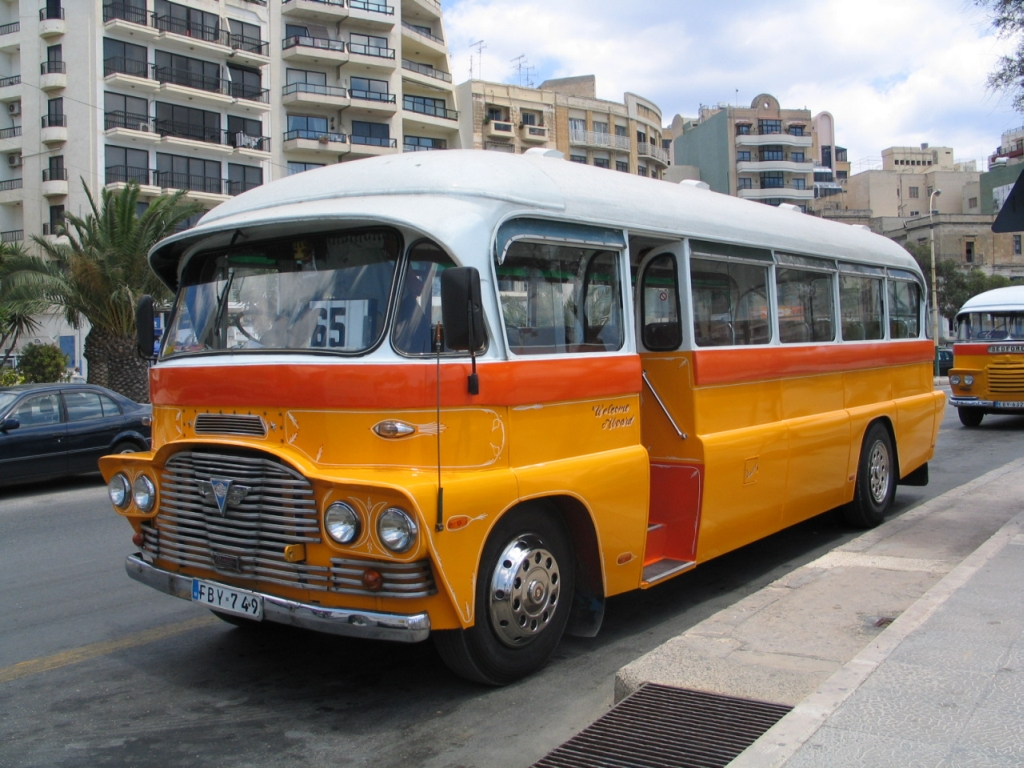
Автобус управляющей компании «ATP», действовавшей на Мальте до 3 июля 2011 года. Именно эта и ей подобные модели старых автобусов были одной из достопримечательностей Мальты

В 1970-е годы была проведена реформа, в результате которой автобусные маршруты оказались сконцентрированы в руках одного оператора, Ассоциации общественного транспорта (ATP, англ. Public Transport Association, мальт. Assoċjazzjoni Transport Pubbliku). Хотя автобусы были оставлены в собственности прежних операторов, компания взяла на себя составление и поддержание единого расписания автобусной сети и управление движением. Вся система общественного транспорта на Мальте управляется Мальтийским транспортным управлением (ADT, англ. Malta Transport Authority).
В декабре 2003 года, когда возникла опасность списания около ста старых автобусов в металлолом, правительство страны выделило субсидии туристической компании «VisitMalta bus», созданной совместно министерствами туризма и транспорта Мальты, которая должна была использовать старые автобусы. В апреле 2005 года субсидия была отозвана.
В декабре 2009 года были объявлены планы по реструктуризации автобусного транспорта Мальты. Предполагается, что число автобусов будет уменьшено вдвое, они будут переданы единому собственнику (которым по закону не может являться ATP), и что маршрутная сеть будет децентрализована, с большим количеством маршрутов, связывающих мальтийские города без заезда в Валлетту.
В июле 2011 года автобусная система Мальты была реконструирована. Полностью обновлен автобусный парк, изменены маршруты и цены (для местных жителей поездка обходится в два раза дешевле). Но большая часть маршрутов по-прежнему начинается в Валлетте. И, несмотря на повышенную комфортабельность автобусов (наличие кондиционера и т. д.), проблемы с переполненностью автобусов в летний период и большим временем ожидания оставляют неприятное впечатление.

## Управление сетью

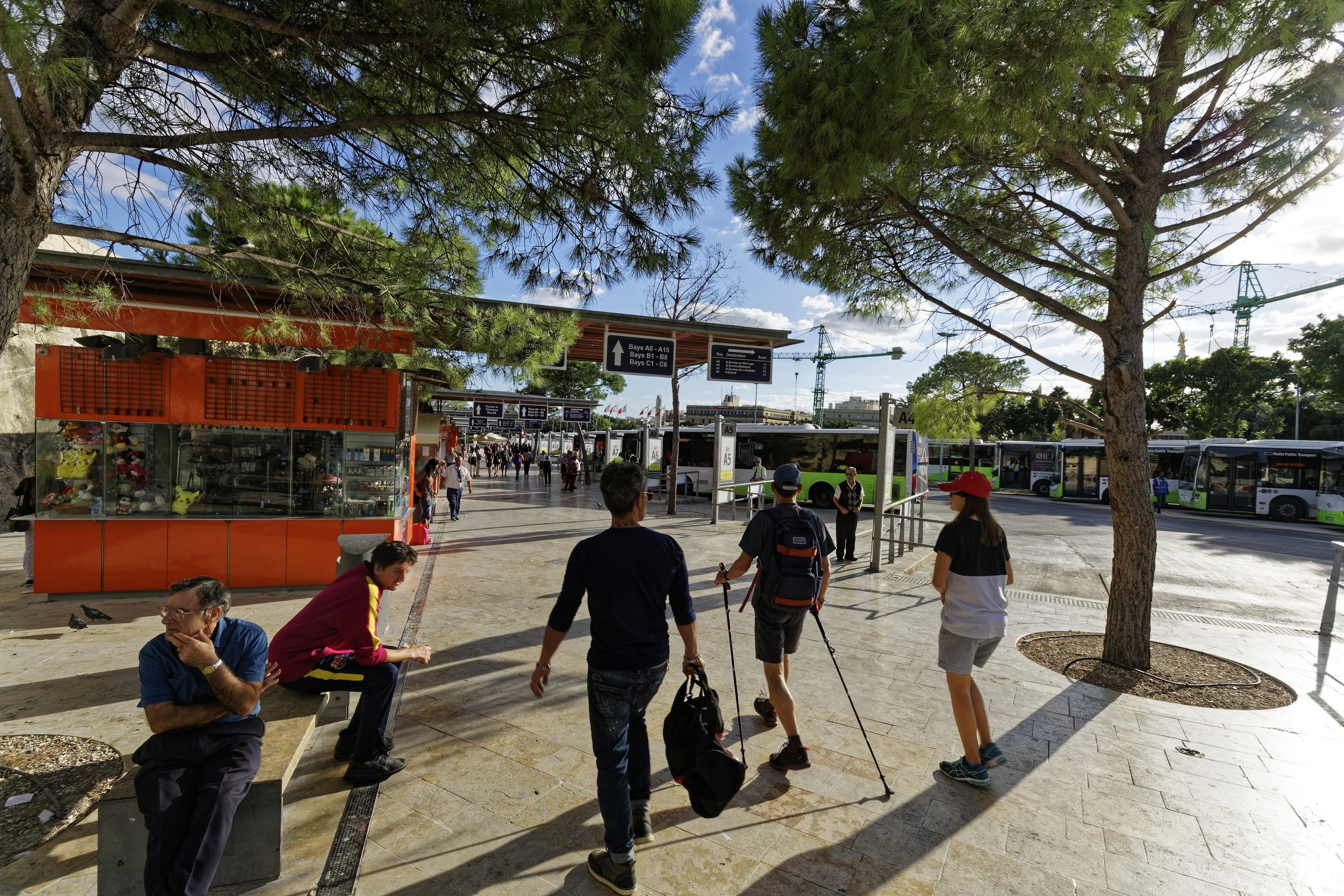
Главный автобусный терминал, Валлетта

Действующая система управления была введена в действие в 1977 году. ATP определяет расписания, а частные операторы отвечают за состояние принадлежащих им автобусов. Некоторые автобусы даже принадлежат семьям водителей или маленьким гаражам. Для поддержания автобусов в хорошем состоянии они один день задействованы для общественных перевозок, а следующий день используются для частных перевозок, как школьные автобусы или находятся в ремонте.
Большинство автобусных маршрутов начинаются в Валлетте, где вне городской стены выстроен большой автовокзал. На острове Гоцо существует отдельная автобусная система. Автобусный маршрут из Валлетты в Викторию использует один автобус до парома на Гоцо и другой после парома, автобусы физически не пересекают пролив.

## Подвижной состав
До 1930-х годов автобусы были покрашены в оливковый цвет с чёрной полосой. Затем цвет автобуса определялся его маршрутом. В настоящее время низ автобусов на острове Мальта выкрашен в жёлтый цвет с красной полосой, крыша белая. Автобусы на острове Гоцо покрашены в серебристый цвет.
Все автобусы одноэтажные. На старых автобусах номер маршрута напечатан на белой карте, положенной под стекло, на новых — показан на электронном дисплее. Назначение, как правило, не обозначено, хотя соответствие номера маршрута и назначения можно установить по информации на остановочных пунктах. Движение на Мальте левостороннее, поэтому двери у автобусов расположены слева.
В 1981—1987 годах подвижной состав претерпел существенные изменения, когда Мальта закупила более 260 бывших в употреблении автобусов из Великобритании. В дальнейшем были также куплены около 150 новых низкопольных автобусов из Турции и Китая. Закупки бывших в употреблении автобусов из Великобритании продолжались вплоть до 2008 года, но даже после столь существенных изменений из около пятисот автобусов Мальты ещё оставались экземпляры, построенные в 1950-х годах.

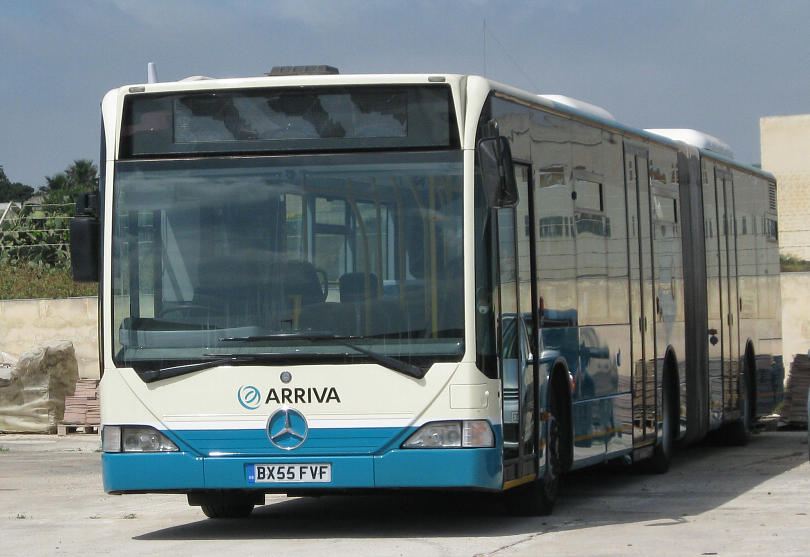
Автобус в цветах «Arriva», использовавшийся до 2013

По состоянию на июль 2011 года основу парка компании «Arriva» составляют 174 китайских автобуса King Long (49 единиц 9-метровых XMQ6900J, 125 единиц 12-метровых XMQ6127J), 58 подержанных низкопольных сочленёнников Mercedes Citaro Gs, 10 британских 9-метровых автобусов Optare Solo два 7-метровых микроавтобуса BlueBird, около 20 турецких автобусов Temsa.